# 郡裕美
郡 裕美（こおり ゆみ）は、日本の建築家、空間芸術家。大阪工業大学ロボティクス&デザイン工学部空間デザイン学科元教授。元コロンビア大学建築学部准教授・建築学修士（コロンビア大学）。日本建築家協会国際委員会元委員。キルコス国際建築設計コンペティション2016審査員。
専門は、空間デザイン・芸術工学（インスタレーション、パブリックアート、舞台美術）・デザイン論、建築デザイン・まちづくり（古民家再生、リノベーション、公共空間設計）。

## 来歴
愛知県名古屋市出身。1983年京都府立大学生活科学部住居学科を卒業。1994年コロンビア大学大学院建築学修士課程修了、建築学修士（コロンビア大学）。その間、アルテック建築研究所を経て、1991年スタジオ宙を設立。1996年コロンビア大学建築学部准教授に就任（2004年まで）。この間、パーソンズ・スクール・オブ・デザイン講師および2003年イエール大学建築学科講師も務めた。帰国後、2005年より名古屋工業大学工学部建築・デザイン工学科講師。2011年東京理科大学理工学部建築学科講師。2016年大阪工業大学工学部に着任、空間デザイン学科教授。2017年新設のロボティクス＆デザイン工学部空間デザイン学科教授。2025年大阪工業大学定年退官。
大阪工業大学においては、特に2006年開設の工学部空間デザイン学科（2017年よりロボティクス＆デザイン工学部空間デザイン学科）での初期の芸術学とデザイン工学の融合教育（芸術工学）の育成に貢献した。
指導する同大学研究室の学生メンバーとともにアメリカのプラット・インスティテュートとのワークショップを開催するなど、海外の大学との交流活動を行っている。
一方で建築設計活動の一環として空間芸術作品を作り始め、ベルリン・ニューヨーク・東京・サンパウロ・バーゼルなど世界各地でインスタレーションを発表している。
主な海外での学術発表は、
- Between Art and Architecture 2018（ワシントン大学）[12]
- Architecture and Future 2018（ローマ・ラ・サピエンツァ大学）[13]

## 賞歴
- 1998年
  - 住宅建築賞（東京建築士会）[5]
  - インテリアプランニング賞建設大臣賞（兵庫県たつの市の「喫茶 エデンの東」に対して）[14]
- 1999年 - 東京建築賞（東京建築士事務所協会）[5]
- 2001年 - The ar+d awards(AR+D)賞（イギリスArchitectural Review）[4]
- 2002年 - 大阪都市景観建築賞（大阪府まちなみ賞）[4]
- 2012年 - アジア建築家評議会金賞[15]
- 2014年 - 日本建築家協会（JIA）環境建築賞優秀賞（「土間のチカラ」）[16]
- 2015年 - 建築学会賞（「伝統的建物の再生と新たな価値の創造－佐原 町並み再生プロジェクト」、遠藤敏也と共同）[17]

## 著書
- 『夢見る力』王国社、2017年[18]